# Gare de Montbard
Gare de Montbard vasútállomás Franciaországban, Montbard településen.

## Vasútvonalak
Az állomást az alábbi vasútvonalak érintik:
- Párizs–Marseille-vasútvonal

## Kapcsolódó állomások
A vasútállomáshoz az alábbi állomások vannak a legközelebb:
- Gare des Laumes-Alésia
- Gare de Nuits-sous-Ravières